# غاردنر هيرلي
غاردنر هيرلي هو سياسي كندي، ولد في 28 يونيو 1932 في Maccan ‏ في كندا. نشط حزبياً في جمعية المحافظين التقدمية لنوفا سكوشا.